# Crise financière de 1709
La Crise financière de 1709 a frappé particulièrement la France, en raison de l'inflation des dépenses causées par la guerre de Succession d'Espagne et d'une des plus terribles famines de l'histoire de France.
Pour financer la guerre, le Royaume doit faire imprimer des « billets à intérêts » pour le montant record de 150 millions de livres en 1706, mais leur valeur se déprécie progressivement. Les détenteurs de pièces d'argent, alors rares et demandées, les cachent précieusement. Le contrôleur général des finances Michel Chamillart est alors vivement critiqué et ses détracteurs écrivent des contes pour le ridiculiser.
« Ci-gît le fameux Chamillart, De son roi le protonotaire, »

« Qui fut un héros au billard, Un zéro dans le ministère. »
Chamillart est accusé d'avoir dépensé d'avance les revenus du Royaume des cinq prochaines années. Au moment de sa révocation, pour l'année 1708 qui s'ouvrait, il n'avait plus à recevoir que vingt millions de livres alors qu'il en fallait deux cents millions pour le service de l'état. Les papiers royaux, dont l'État ne payait ni le capital, ni l'intérêt, représentaient un encours de 500 millions de livres et perdaient 80 % de leur valeur. 
Un décret de Chamillart prescrivant d'effectuer les payements sous forme mixte, moitié en papier, moitié en espèces, aggrave encore la situation car en très peu de temps il vide entièrement les coffres de l'État. Celui-ci ne peut compter non plus sur des devises, car l'exportation textile et céréalière est arrêtée par la guerre.
Nommé le 20 février 1708 pour succéder à Michel Chamillart, Nicolas Desmarets (contrôleur général des finances) a été élevé à la rude école de Colbert, mais fut accusé en 1683 d'avoir fait des profits illégitimes dans une refonte de monnaies de quatre sous, ce qui l'a écarté pendant 25 ans des affaires du Royaume.
Nicolas Desmarets (contrôleur général des finances) commence par révoquer le décret de Chamillart qui entravait la liberté des transactions et à convertir en rentes constituées plusieurs « billets à intérêts ». Un an après son arrivée, il décide en mars 1709 une refonte des monnaies qui permet au roi de percevoir un fort seigneuriage. Les courtisans et les princes envoient leur vaisselle à la Monnaie, pour donner l'exemple et mangent dans la faïence. Le roi lui-même remit à Desmarets ses pierreries pour les mettre en gage de la monnaie royale.
Comme des billets à intérêts, appelés aussi « billets de monnaie » sont acceptés de nouveau en échange de pièces d'argent, la situation se stabilise provisoirement. Grisé par cette esquisse de succès, Nicolas Desmarets tente de l'accentuer en lançant une politique de déflation qui est censée prendre à revers la spéculation sur l'argent. Elle tombe malheureusement en plein dans la grande famine de 1709, qui va causer 600 000 décès et déprimer l'économie en causant de multiples pénuries.
De janvier 1708 à mai 1709, le prix du blé est multiplié par six dans de nombreuses villes, par dix dans d'autres, aggravant les famines. La dépression économique qui suit la grande famine de 1709 accable les campagnes, où les paysans ne peuvent plus emprunter ni trouver de moyens de paiement. 
Nicolas Desmarets (contrôleur général des finances) parvint à obtenir du financier Samuel Bernard un prêt de 6 millions et à réduire le montant des tailles, mais en 1710, il dut organiser la levée d'un nouvel impôt, l'impôt du dixième, frappant tous les revenus. Le produit de cet impôt restera cependant très modeste, car les revenus se sont effondrés en raison d'une triple crise, financière, économique et démographique.
La crise eut une influence sur l'issue de la guerre de Succession d'Espagne et le traité d'Utrecht de 1713 : les graves difficultés financières de 1709-1710 incitèrent Louis XIV à négocier et à prévoir de grosses concessions aux Alliés. En 1715, à la mort du roi, il faut assainir les finances du royaume et on se tourne vers le système de Law, qui s'effondre à son tour, menant à l'opération du visa dirigée par la Commission du visa.